# Frederik Mortensen
Frederik Mortensen (født 30. oktober 1998 i Dronninglund) er en dansk fodboldspiller, der spiller som midtbanespiller i Hobro IK.

## Karriere
Mortensen spillede i Hjørring IF, inden han kom til FK Viborg som førsteårs U/17-spiller, da han startede på Hald Ege Efterskole.
Viborg FF offentliggjorde den 25. april 2017, at Mortensen sammen med Jacob Vetter og Simon Trier fra 2017-18-sæsonens begyndelse blev en del af klubbens førstehold.

### AC Horsens
Den 7. juni 2018 blev det offentliggjort, at AC Horsens havde skrvet under på en kontrakt med Frederik Mortensen. Han blev tildelt en toårig kontrakt, således parterne havde papir på hinanden frem til sommeren 2020.